# Битва біля гори Блер
Битва біля гори Блер (англ. Battle of Blair Mountain) — збройне протистояння між страйкуючими шахтарями й армією бійців детективної агенції, поліції та штрейкбрехерів, що відбулося наприкінці серпня 1921 року біля гори Блер в США в окрузі Лоґан, штат Західна Вірджинія. Одне з найбільших збройних протистоянь в історії США й найбільше збройне протистояння в країні з часів Громадянської війни у США.
Близько 7000 шахтарів під головуванням Біла Блізарда  зібралися у містечку Мармет округу Кенова і вирушили в округ Логан з метою організувати на півдні штату осередок профспілки Об'єднані шахтарі америки (UMWA). 31 серпня біля гори Блер на них чекала засідка бійців детективної агенції, помічників шерифа й охоронців шахт під командуванням окружного шерифа Дона Чефіна. Розпочалася битва, що тривала п'ять днів — до приходу армії США.